# Josefa Segovia Morón
María Josefa Segovia Morón (Jaén, 10 de octubre de 1891-Madrid, 29 de marzo de 1957) fue la primera directora general de la Institución Teresiana.Inspectora de Educación primaria y educadora. Es considerada venerable por la Iglesia católica.

## Biografía

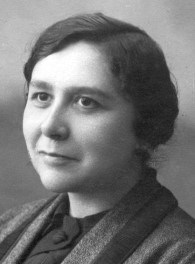

Nieta del pintor jienense Manuel de la Paz Mosquera, estudió en la Escuela Normal de Granada la carrera de maestra superior finalizando los estudios en 1909 con premio extraordinario, y en la Escuela de Estudios Superiores de Magisterio de Madrid, graduada en 1913, Regresa a Jaén, donde San Pedro Poveda le ofreció dirigir la Academia Santa Teresa para normalistas con internado. Josefa aceptó el cargo entregándose desde entonces a su trabajo en la Institución Teresiana. Fue nombrada en 1916 la primera mujer inspectora de educación de la provincia de Jaén cargo que desempeñó hasta 1923, impulsando la creación de escuelas de niñas y las mutualidades escolares. En 1919 es nombrada directora general de la Institución Teresiana, cargo que mantuvo hasta su fallecimiento. El 11 de enero de 1924, obtiene del papa Pío XI la aprobación canónica a perpetuidad de la "obra".

La gracia te hizo una criatura nueva, porque aún en lo natural te perfeccionó y elevó en tal grado que no pareces la misma.
Declaro, pues y confieso (...) que en ti está encarnado el espíritu de la Institución Teresiana.
Te dé el Señor perseverancia y que así como no pasó día, desde que te conozco, que no progresaras en virtud, sigas creciendo en ellas hasta que el Señor te lleve al cielo.
San Pedro Poveda sobre Josefa Segovia.

Josefa Segovia fue una trabajadora incansable, promoviendo asociaciones profesionales como la de Estudiantes y Universitarias Católicas, La Liga Femenina de Orientación y Cultura, o Amistad Universitaria, dirigidas a “mujeres que se dedicaban a profesiones liberales”. Dirigió tareas para la juventud dentro del mundo católico, alentando acciones dentro del feminismo cristiano. Sostuvo revistas destinadas a y escritas por mujeres de profesiones liberales como Eidos, Revista de investigación e información cultural, publicada de 1954 a 1974. Está considerada además una escritora ascética de notable lenguaje espiritual.
Bajo su dirección la Institución Teresiana inició una notable expansión internacional por África, Europa, América Latina, Filipinas e Israel, que se mantiene en la actualidad.
Por la labor pedagógica desarrollada el Papa Pio XII le concedió en 1934 la Cruz "Pro Eclessia et Pontifice".
En 1956 preparó y asistió el proceso de beatificación del santo Pedro Poveda Castroverde.

## Muerte y beatificación
El 29 de marzo de 1957, Josefa Segovia "fallece en Madrid, pocos días después de sufrir una operación quirúrgica". En su discurso fúnebre, Casimiro Morcillo, arzobispo de Madrid, afirmó que algún día sería reconocida su santidad.
El 19 de diciembre de 2005, el papa Benedicto XVI autorizó el decreto «sobre las virtudes heroicas de la Sierva de Dios Josefa Segovia Morón, Primera Directora General de la Institución Teresiana, nacida el 10 de octubre de 1891, en Jaén, España, y muerta el 29 de marzo de 1957 en Madrid, España».
Es considerada, dentro y fuera de Jaén, una de las precursoras de la presencia de las mujeres en el mundo profesional, como directora de una asociación internacional de mujeres establecida entonces en veinte países de cuatro continentes. En 2021 fue considerada por el periódico La Razón la mujer más importante de la provincia de Jaén.

## Reconocimientos
Forma parte del proyecto Mujeres Investigadoras en los Archivos Estatales (1900-1970) del Ministerio de Cultura. Busca visibilizar a las investigadores que han desarrollado su labor en alguno de los nueve archivos competencia de dicho ministerio entre los años 1900 y 1970: Archivo Histórico Nacional, el Archivo de la Corona de Aragón, el Archivo General de Simancas, el Archivo General de Indias, el Archivo de la Real Chancillería de Valladolid, el Archivo General de la Administración y el Centro de Información Documental de Archivos.

## Obra literaria
- Ars ya no es ars, s/n, 1936.
- Aspiraciones para comulgar en la compañía de la Santísima Virgen, Madrid, Ernesto Giménez ed., 1926.
- En pos del Maestro, Madrid, Imp. y Lib. de Hijos de F. Núñez, 1939.
- Simiente de Apostolado de las Espigas de Ars. Para las maestras Católicas. Madrid, Publicaciones de la Institución Teresiana, 1941,
- Spes nostra, Madrid, Publicaciones de la Institución Teresiana, 1953.
- Cartas, Madrid, Iter Ediciones, 1970.
- Cristianismo exigente, Madrid, Iter Ediciones, 1970
- La gracia de hoy. María Josefa Segovia. Antología. Madrid, Narcea, 2012.
- Las páginas más bellas de Josefa Segovia. Antología. Burgos, Grupo Editorial Fonte, 2017.